# Marie Corelli

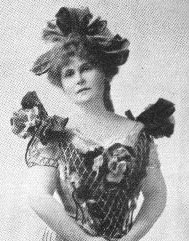
Marie Corelli en 1909.

Marie Corelli (1 de mayo de 1855-21 de abril de 1924) fue una novelista británica que disfrutó de un período de gran éxito literario tras la publicación de su primera novela, en 1886, hasta la Primera Guerra Mundial. Las novelas de Corelli vendieron tantos ejemplares que se podrían comparar a las de sus contemporáneos más populares, incluyendo a Arthur Conan Doyle, H. G. Wells y Rudyard Kipling, aunque los especialistas y lectores a menudo se burlaban de su trabajo definiéndolo como «el favorito de la gente del montón».

## Vida
Marie Mackay nació en Londres el 1 de mayo de 1855. Era hija ilegítima del poeta y compositor escocés Dr. Charles Mackay y su criada, Elizabeth Mills. En 1866, a los once años de edad, Marie fue enviada a un convento parisino para continuar su educación. Regresó a Gran Bretaña cuatro años, más tarde en 1870.
Mackay comenzó su carrera como música y adoptó el nombre de Marie Corelli para que le realizaran los pagos. Más tarde empezó a escribir y publicó su primera novela, Romance entre dos mundos, en 1886. En su época fue la autora de ficción más leída. Sus obras fueron seguidas por Winston Churchill, Randolph Churchill y los miembros de la Familia Real británica, entre otros.
Corelli enfrentó las críticas de la élite literaria porque consideraban su escritura excesivamente melodramática. En The Spectator, Grant Allen la describió como «una mujer de talento deplorable que imaginó que era un genio, y que fue aceptada como un genio por un público cuyos sentimentalismos comunes y prejuicios le dieron un entorno glamoroso». James Agate la presentaba como la combinación de "la imaginación de un Poe con el estilo de una Ouida y la mentalidad de una niñera".
Un tema recurrente en sus libros fue su intento de reconciliar el cristianismo con la reencarnación, la proyección astral y otras ideas místicas. Sus libros se consideran una parte de la base de las religiones de la Nueva Era actuales.
Corelli pasó sus últimos años en Stratford-upon-Avon. Ahí luchó por la conservación de los edificios del siglo XVII de Stratford y donó dinero para ayudar a los propietarios a retirar el yeso o la mampostería que cubría los marcos de madera. La novelista Barbara Comyns Carr menciona la aparición especial de Corelli en una exposición de objetos anglosajones encontrados en Bidford-on-Avon en 1923.
La excentricidad de Corelli se hizo muy conocida. Solía navegar por el río Avon en una góndola, con un gondolero que había traído de Venecia. En su autobiografía, Mark Twain mencionó que profesaba una profunda aversión a Corelli, describe su visita en Stratford y cómo ese encuentro cambió su percepción.
Por más de cuarenta años Corelli vivió con Bertha Vyver a la que dejó todo al morir. A pesar de que nunca se identificó como lesbiana, biógrafos y críticos han hecho notar las descripciones eróticas de la belleza femenina que aparecen constantemente en las novelas de Corelli. Descripciones del profundo amor que existió entre las dos mujeres hechas por sus contemporáneos motivaron especulaciones de que la relación podría haber sido lésbica. Después de la muerte de Corelli, Sidney Walton señaló en Yorkshire Evening News:
«Una de las mayores amistades de los tiempos modernos ató juntos los corazones y mentes de Miss Marie Corelli y Miss Bertha Vyver... Su propio corazón era el corazón de su camarada, y los pensamientos y amor de 'Marie' corrían a través de las venas de Miss Vyver... En la soledad de su alma, Miss Vyver llora la pérdida de quien fue más cercana y amada para ella que una hermana... Sobre el marco de la chimenea, en el viejo y espacioso tronco las iniciales M. C. y B. V. están grabadas en un símbolo. Y ese es el símbolo de la vida.»
Corelli expresó también su pasión por el artista Arthur Severn, a quien le escribió cartas a diario de 1906 a 1917. Severn era el hijo de Joseph Severn y amigo cercano de John Ruskin. En 1910, Arthur Severn y Corelli colaboraron en The Devil's Motor con Severn proporcionando ilustraciones para la historia de Corelli. Es su única relación romántica con un hombre conocida, a pesar de no ser correspondida. A menudo Severn había menospreciado el éxito de Corelli.
Durante la Primera Guerra Mundial, la reputación de Corelli sufrió un gran golpe cuando fue declarada culpable de acaparamiento de alimentos.
Murió en Stratford y está enterrada en el cementerio Evesham Road. Su casa, Mason Croft, sigue en pie en la calle Church y en la actualidad es la sede del Instituto Shakespeare.

## Legado
Se ha aceptado de forma general que Corelli es la inspiradora de al menos dos personajes de E. F. Benson para su serie de seis novelas de Lucia y un cuento corto. El personaje principal, Emmeline "Lucia" Lucas, es una mujer vanidosa y esnob de la clase media superior con un deseo obsesivo de liderar su comunidad, de asociarse con la nobleza, de ver su nombre en las columnas sociales y a sus mismo, realizar pretensiones cómicas de educación y talento musical, ninguna de los cuales posee. También pretende tener conocimientos de hablar italiano, algo que se sabía que Corelli había hecho. El personaje de Miss Susan Leg es una autora de gran éxito de novelas que escribe bajo el nombre de Rudolph da Vinci y aparece por primera vez en los trabajos de Benson unos pocos años después de la muerte de Marie Corelli en 1924.[cita requerida]
También es más probable que Corelli fuera la inspiración para el personaje protagónico de la novela de la autora Eliza Humphreys, Diana de los Efesios; que fue publicada un año antes la primera novela de Lucia de E. F. Benson y había sido rechazada por Hutchinson, que más tarde publicó las novelas de "Lucia".
En 2007, la película británica Angel, basada en un libro escrito por Elizabeth Taylor, fue lanzada como una biografía finamente velada de Corelli. La película fue protagonizada por Romola Garai en el papel de Corelli y Sam Neill y Charlotte Rampling. Fue dirigida por François Ozon, quien afirmó que «el personaje de Angel fue inspirado por Marie Corelli, una autora contemporánea favorita del escritor Oscar Wilde y de la Reina Victoria. Corelli fue una de los primeras escritoras en convertirse en una estrella, escribiendo best-sellers para un público ávido de lectura. Hoy ha sido totalmente olvidada, incluso en Inglaterra».

## Obras

### Novelas
- A Romance of Two Worlds (1886)
- Vendetta!; or, The Story of One Forgotten (1886)
- Thelma (1887)
- Ardath (1889)
- Wormwood: A Drama of Paris (1890)
- The Soul of Lilith (1892)
- Barabbas, A Dream of the World's Tragedy (1893)
- The Sorrows of Satan (1895)
- The Mighty Atom (1896)
- The Murder of Delicia (1896)
- Ziska (1897)
- Boy (1900)
- Jane (1900)
- The Master-Christian (1900)
- Temporal Power: a Study in Supremacy (1902)
- God's Good Man (1904)
- The Strange Visitation of Josiah McNasson: A Ghost Story (1904)
- Treasure of Heaven (1906)
- Holy Orders, The Tragedy of a Quiet Life (1908)
- Life Everlasting (1911)
- Innocent: Her Fancy and His Fact (1914)
- The Young Diana (1918)
- The Secret Power (1921)
- Love and the Philosopher (1923)
- Open Confession to a Man from a Woman (1925)

### Colección de historias cortas
- Cameos: Short Stories (1895)
- The Song of Miriam & Other Stories (1898)
- Delicia & Other Stories (1907)
- The Love of Long Ago, and Other Stories (1918)

### Ensayos
- The Modern Marriage Market (1898) (Con otros)
- Free Opinions Freely Expressed (1905)
- The Silver Domino; or, Side Whispers, Social & Literary (1892) (Anónimo)

### Adaptaciones cinematográficas
- Vendetta (1915)
- Thelma (1916) Fox Film
- Wormwood (1915) Fox
- Temporal Power (1916) G.B. Samuelson
- God's Good Man (1919) Stoll Films
- Holy Orders (1917) I.B. Davidson
- Innocent (1921) Stoll Films
- The Young Diana (1922) Paramount Pictures
- The Sorrows of Satan (1926) Paramount

### Adaptaciones teatrales
- Vendetta (2007) Adaptada por Gillian Hiscott
- The Young Diana (2008) Gillian Hiscott; publicada por Jasper